# Silis
Silis es un género de escarabajos de la familia Cantharidae. En 1825 Charpentier describió el género. Esta es la lista de especies que lo componen:
- Silis flexilobata
- Silis parallelilobata
- Silis rufithorax
- Silis acrensis
- Silis acutispina
- Silis alexanderi
- Silis argenteosetosa
- Silis bifossicollis
- Silis bilobata
- Silis debililimbata
- Silis dzungarica
- Silis flavofemorata
- Silis flavolobata
- Silis gracilispina
- Silis greeni
- Silis nigrina
- Silis olschwangi
- Silis rionegroensis
- Silis rubricollis
- Silis spinigerula
- Silis superba
- Silis transversa
- Silis triangulifera
- Silis tricolorata
- Silis urjanhaica